# Little Nemo
Little Nemo - французький рок-гурт, заснований в 1983 році, в передмісті Парижа.
Гурт названий на честь американського коміксу  "Little Nemo in Slumberland".  
Little Nemo були представниками французької холодної хвилі, яку називали "Touching Pop". За звучанням їх музика близька до нової хвилі та постпанку.
Колектив розпався в 1992 році, але у 2008 році був відновлений. 21 вересня 2013 року вийшов альбом повернення "Out of the Blue".

## Дискографія

### Альбоми
- La Cassette Froide split cassette with Rain Culture (1986, Karnage Grafik)
- Past and Future (1987, Artefact)
- Sounds in the Attic (1989, Lively Art)
- Turquoise Fields (1990, Lively Art/2019 (reissue), Deanwell Global Music)
- The World Is Flat (1992, Single KO)
- Out of the Blue (2013, LN Music)

### Сингли та EP
- Private Life EP (1988, Artefact)
- "New Flood" 7" (1989, Lively Art)
- "Cadavres Exquis (Howard Song)" 12" EP (1990, Lively Art)
- "You Again" 12" single (1990, Lively Art)
- "City Lights (Long Way)" 12" single (1990, Lively Art)
- Bio-Logic EP (1991, Single KO)

### Музичні збірки
- Vol. 1 - 1987-89 (2009)
- Vol. 2 - 1987-89 (2009)